# Gonuris
Gonuris är ett släkte av fjärilar. Gonuris ingår i familjen nattflyn.
Kladogram enligt Catalogue of Life:
| Gonuris | \| \| Gonuris flaminia \| \| \| \| \| \| Gonuris leonnatus \| \| \| \| |
|         | \| \| Gonuris flaminia \| \| \| \| \| \| Gonuris leonnatus \| \| \| \| |
|         | Gonuris flaminia                                                       |
|         |                                                                        |
|         | Gonuris leonnatus                                                      |
|         |                                                                        |